# 法林
法林是西非國家幾內亞比紹的城市，也是奧約區的首府，位於卡謝烏上游135英里的卡謝烏河畔，建城於1641年，1925年發展成為一個商業中心，吸引從事花生和木材貿易的黎巴嫩和敘利亞商人湧入，其經濟在1960年至1970爭取獨立時嚴重受創，2008年人口6,405。
12°29′N 15°13′W / 12.483°N 15.217°W